# 제9회 대한민국국제청소년영화제
제9회 대한민국국제청소년영화제는 2009년 10월 14일에 열린 시상식이다.

## 수상 및 후보

### 단체상 - 대상
- 박쥐 - 박준규 수상
- 뽀뽀고양이 - 황지혜 외2명 수상
- 스틸링조커 - 강민건 수상

### 단체상 - 금상
- 하늘아래 - 안평욱 수상
- 내 친구는 일본인 - 거제 고현초등학교 / 전혜원 수상

### 단체상 - 은상
- 훌 - 양기원 수상
- 죽어도 살래요 - 김민준 수상

### 단체상 - 동상
- 투게더 - 권준영 수상
- 마지막 귀갓길 - 김준성 수상
- 올 스탠바이 - 임지은 수상
- 책먹는아이 - 이원도 수상
- 외계인 친구 길들이기 - 거제 고현초등학교 / 김민지 수상

### 단체상 - 장려상
- 놈놈놈 in the club - 한서욱 수상
- 청춘예찬 - 박인희 수상
- 아버지 - 박성호1 수상
- 저녁식사 - 김지산 수상
- 몽골'그곳에 희망을 심다' - 채재강 수상
- 너에게로 가는 길 - 박지훈 수상
- 잃어버린 지갑을 찾아서… - 김민교 수상

### 특별상 - 청년부문대상
- 드라이브 - 심명훈 수상
- 멤버쉽 트레이닝 - 최신춘 수상
- 21세기 명랑 여고생활 지침서 - 이슬비 수상
- 에소프레소 - 임호성 수상
- My glory days, 영화와 나의 날 - 김회종 수상
- 가자, 여행 - 오세인 수상
- Destruciton of Humanity - 구동완 수상
- 스케치북-새로운 세상을 그리다 - 최미현 수상
- 엄마 - 허예나 수상
- 뒤돌아 보지마 - 강정원 수상
- 엘리베이터 - 황나영 외2명 수상
- 생리통 - 한송아 수상
- 매미껍데기 울다 - 엄홍식 수상
- 오늘만 - 정다원 수상
- 문자시대 - 조경민 수상

### 최우수 연출상
- 올 스탠바이 - 임지은 수상

### 우수 연출상
- 박쥐 - 박준규 수상

### 최우수 연기상
- 하늘아래 - 김봉수 수상

### 우수 연기상
- 생리통 - 이수윤 수상

### 최우수 기획상
- 스케치북-새로운 세상을 그리다 - 최미현 수상

### 우수 기획상
- 오늘만 - 정다원 수상

### 최우수 편집상
- 몽골'그곳에 희망을 심다' - 채재강 수상

### 우수 편집상
- 죽어도 살래요 - 김민준 수상

### 최우수 촬영상
- 하늘아래 - 한동석 수상

### 우수 촬영상
- Destruciton of Humanity - 박동준 수상

### 최우수 음악상
- 뒤돌아 보지마 - 이소연 수상

### 우수 음악상
- 놈놈놈 in the club - 한서욱 수상

### 우수 각본상
- 아버지 - 최하은 수상

### 청소년 심사위원단상
- Sky Is Blue - 김미수 외2명 수상

### 인기상
- 아버지 - 박성호 수상
- Destruciton of Humanity - 구동완 수상
- 마법의 손길 - 이민정 수상

### 본선진출작
- 청춘예찬 - 박인희
- 내 인생의 일할 - 이무현
- 멤버쉽 트레이닝 - 최신춘
- 고시원 체류기 - 김정우
- 그늘 아래 - 조현열
- 세바뀌(세상이 바뀌면 언어도 바뀌는 법) - 유민호
- 조금 특별한 그녀 - 하현주
- 훌 - 양기원
- 21세기 명랑 여고생활 지침서 - 이슬비
- 빨간촛불의 거짓말 - 김완
- 토마토를 주세요! - 정지연
- 왼손을 위한 연습 - 주혜리
- 박쥐 - 박준규
- 하늘아래 - 안평욱
- 마지막 귀갓길 - 김준성
- 투게더 - 권준영
- 들꽃 - 김건우
- 그녀에게 말하다 - 정소영
- My glory days, 영화와 나의 날 - 김회종
- 드라이브 - 심명훈
- 놈놈놈 in the club - 한서욱
- 그 놈과 그 분 - 강성주 외1명
- 귀머거리와 벙어리 - 차연주 외2명
- 그들에게 자유란 - 문해진  외4명
- why me - 서지영
- 새벽을 여는 사람들 - 이지연
- 빨간괴물 - 허승범
- 엠은엠 - 한동헌
- 미행토끼 - 변성빈
- 저녁식사 - 김지산
- Happy, And - 전이랑
- 뽀뽀고양이 - 황지혜 외2명
- 쌍둥이 남매 - 이정길
- 올 스탠바이 - 임지은
- 엘리베이터 - 황나영 외2명
- 아버지 - 박성호
- 엄마 - 허예나
- 가장_ _ _한 공식 - 이하니
- 도(桃) - 이수진 외3명
- 창문이 없는 집엔 아이가 없다 - 정휘빈 외3명
- 뒤돌아 보지마 - 강정원
- 몽골'그곳에 희망을 심다' - 채재강
- 피아노 치기 좋은날 - 김혜인
- 생리통 - 한송아
- closed - 정다애 외3명
- TEENAGER - 김별 외1명
- Destruciton of Humanity - 구동완
- 당신은 행복합니까? - 주영진
- 스케치북-새로운 세상을 그리다 - 최미현
- 오르골 - 정다영 외2명
- 요술체중계의 비밀 - 황수헌
- 식지마, 닭꼬치 - 공소라
- Sky Is Blue - 김미수 외2명
- 고등학교 바른생활 - 김동민
- The Winner - 이은지
- 가자, 여행 - 오세인
- 변비탈출 - 안종민
- 책먹는아이 - 이원도
- 독도와 오바아짱 - 경북 봉화초등학교 / 김묘선
- 나의 가장 오래된 친구 - 강민건
- 너에게로 가는 길 - 박지훈
- 오늘만 - 정다원
- 문자시대 - 조경민
- 검정 크레파스 - 윤혜원
- 마법의 손길 - 이민정
- 우리 왕쌤이 달라졌어요 - 김다인
- 잃어버린 지갑을 찾아서… - 김민교
- 스틸링 조커 - 강민건
- 죽어도 살래요 - 김민준
- 내 친구는 일본인 - 거제 고현초등학교 / 전혜원
- 외계인 친구 길들이기 - 거제 고현초등학교 / 김민지
- 모습 없는 친구 - 거제 고현초등학교 / 김민지
- 보물찾기 - 강세연 외1명
- 천만원 대소동 - 제주 대륜지역아동센터 / 권세윤
- 보물섬에서 온 아이 - 신승연
- No-1cm Yes+1cm, 내 친구 혜린이 이야기 - 신승연